# Керлу Лејк (Вашингтон)
Керлу Лејк (енгл. Curlew Lake) насељено је место без административног статуса у америчкој савезној држави Вашингтон.

## Демографија
По попису из 2010. године број становника је 462.
| Група             | 2000.    | 2010.       |
| Белци             | 0 (0,0%) | 419 (90,7%) |
| Афроамериканци    | 0 (0,0%) | 5 (1,1%)    |
| Азијати           | 0 (0,0%) | 0 (0,0%)    |
| Хиспаноамериканци | 0 (0,0%) | 21 (4,5%)   |
| Укупно            | 0        | 462         |